# J. K. Simmons
Pour les articles homonymes, voir Simmons.
Jonathan Kimble Simmons, dit J. K. Simmons, est un acteur américain, né le 9 janvier 1955 à Détroit.
J. K. Simmons devient rapidement un visage familier de la télévision, ayant notamment interprété le Dr Emil Skoda dans plusieurs séries Law and Order (1997-2010) ou encore le détenu Vern Schillinger dans Oz (1997-2003).
Il commence à se faire connaître du grand public en jouant le directeur du Daily Bugle, J. Jonah Jameson, dans la trilogie Spider-Man (2002-2007) de Sam Raimi. Reprenant le rôle dans plusieurs séries d'animation dans les années 2000 et 2010, il retrouve le personnage à partir de 2019 dans l'univers cinématographique Marvel, puis en 2023 dans le film d'animation Spider-Man : Across the Spider-Verse.
Parallèlement, si l'acteur entame une brève collaboration avec les frères Coen pour lesquels il tourne dans Ladykillers (2004), Burn After Reading (2008) ainsi que True Grit (2010), et qu'il continue son parcours télévisuel avec notamment le rôle du chef-assistant Will Pope dans The Closer entre 2005 et 2012, il débute en 2006 une collaboration avec le réalisateur Jason Reitman qui le fait tourner dans Thank You for Smoking, son premier film. En 2021, Simmons a tourné à sept reprises avec lui, dont dans Juno (2007), In the Air (2009) et The Front Runner (2018).
La consécration n'arrive qu'en 2014 avec le film Whiplash de Damien Chazelle. Son rôle de professeur de musique despotique lui vaut de nombreuses récompenses dont l'Oscar du meilleur acteur dans un second rôle. En 2017, il joue le commissaire James Gordon dans le film Justice League ainsi qu'Howard Silk, le protagoniste de la série Counterpart (2017-2019). Il tient le rôle de William Frawley dans le film Being the Ricardos en 2021.
Outre sa carrière devant la caméra, J. K. Simmons est également un acteur prolifique dans le milieu de l'animation et de la scène vidéoludique. Il prête notamment sa voix à Cave Johnson dans Portal 2 (2011), Tenzin dans The Legend of Korra (2012-2014), Lenny Turtletaub dans BoJack Horseman (2014-2020), Stanford Pines dans Gravity Falls (2015-2016), le maire Leodore Lionheart dans Zootopia (2016), Kaï dans Kung Fu Panda 3 (2016), Klaus dans le film éponyme (2019) ou encore Nolan Grayson / Omni-Man dans Invincible (2021-).

## Biographie

### Jeunesse & formation
Jonathan Kimble Simmons est né le 9 janvier 1955 à Détroit, dans le Michigan, aux (États-Unis).

### Carrière

#### À l'écran

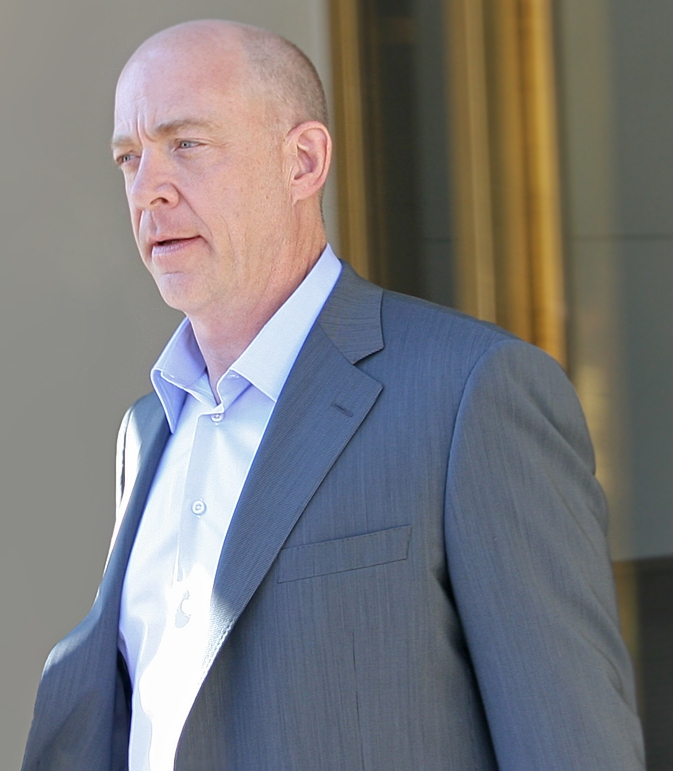
J. K. Simmons au festival de Toronto 2007.

Second rôle reconnu du grand public, il s'est fait connaître à la télévision principalement grâce aux rôles de Vernon Schillinger dans la série Oz entre 1997 et 2003 et du docteur Skoda dans les séries New York, police judiciaire, New York Undercover, New York, unité spéciale et New York, section criminelle entre 1997 et 2010.
Au cinéma, il se fait notamment connaître pour son interprétation entre 2002 et 2007 du rédacteur en chef du Daily Bugle J. Jonah Jameson dans la trilogie Spider-Man de Sam Raimi, avec Tobey Maguire dans le rôle de l'Homme Araignée.
Fidèle à la télévision, il joue entre 2005 et 2012 le chef Pope durant les sept saisons de la série policière The Closer menée par Kyra Sedgwick,,. Parallèlement, il apparait dans quatre longs-métrages de Jason Reitman : étant tour à tour l'employeur d'Aaron Eckhart dans Thank You For Smoking sorti en 2005, le père d'une adolescente enceinte interprétée par Elliot Page dans Juno sorti en 2007, un employé licencié par George Clooney et Anna Kendrick dans In the Air sorti en 2009 et un rôle vocal dans Young Adult sorti en 2011.
Il a egalement joué pour les frères Coen en 2008 dans la comédie Burn After Reading, brève apparition dans laquelle il interprète un agent de la CIA, incrédule devant un invraisemblable concours de circonstance, puis les retrouve en 2010 dans le western True Grit , dans lequel son rôle d'avocat n'a qu'une présence vocale.
En 2013 il est invité le temps d'un épisode dans la série Parks and Recreation, série dans laquelle il joue le maire Stice.
D'abord apparu dans le court métrage servant à vendre le projet, il joue en 2014 dans le film Whiplash de Damien Chazelle un professeur de jazz despotique qui pousse à bout ses élèves, notamment Andrew Neiman interprété par Miles Teller. Le film est un succès public et commercial, recevant de nombreux prix, dont pour J. K. Simmons qui obtient un Golden Globe ainsi qu'un Oscar,,,.

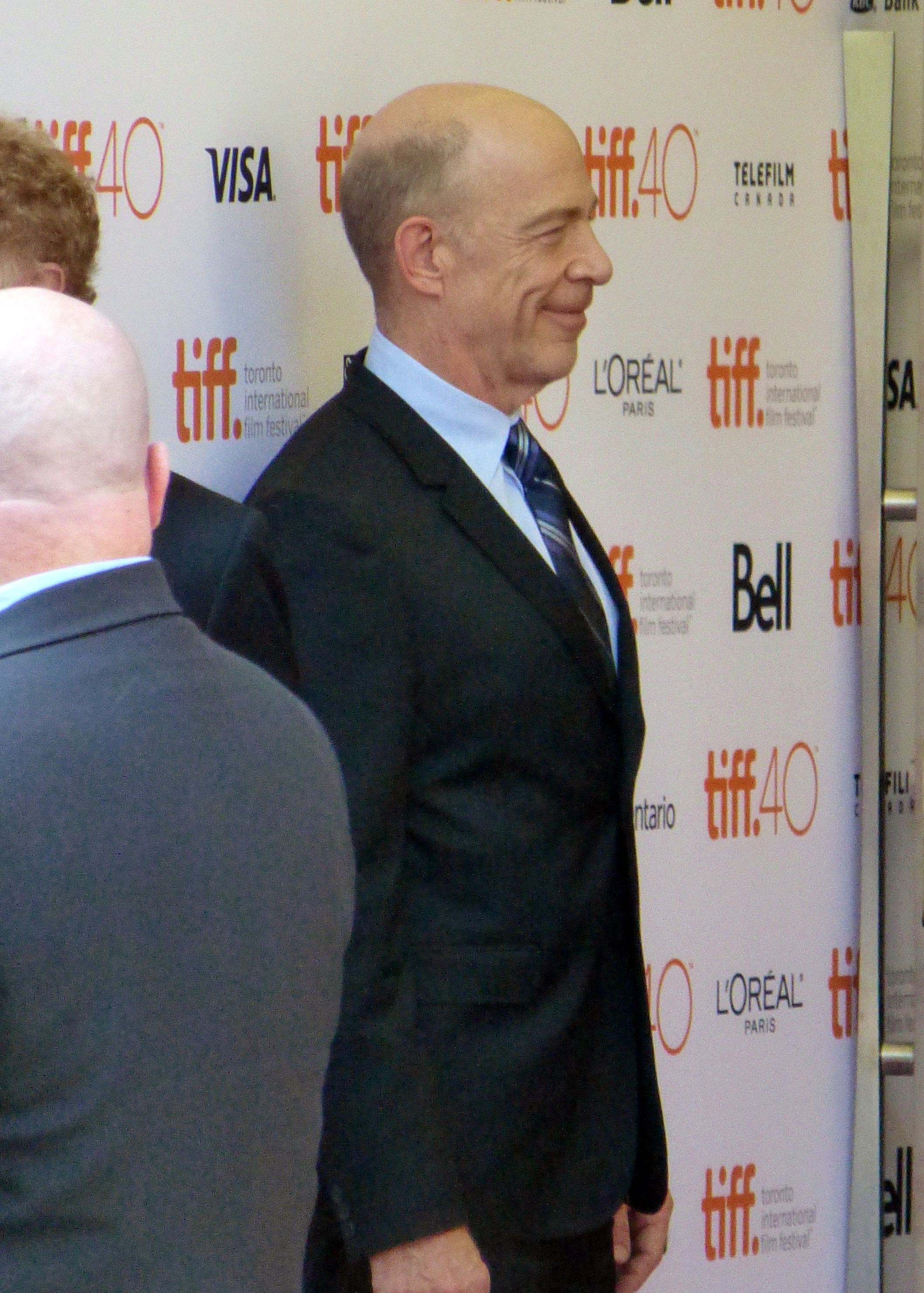
L'acteur au Festival international du film de Toronto 2015.

Il apparait en 2015 dans Terminator Genisys, cinquième volet de la saga Terminator.
En 2016, il retrouve Damien Chazelle dans le film musical La La Land porté par Emma Stone et Ryan Gosling dans lequel il joue un petit rôle. La même année, il apparait dans le film Mr. Wolff de Gavin O'Connor.
En 2017 il succède à Gary Oldman pour incarner le commissaire James « Jim » Gordon dans le film Justice League de Zack Snyder,. La même année il joue Howard Silk et son double dans la série d'espionnage Counterpart qui sera annulée au bout de deux saisons. Il apparaît également dans les films Mon Ex beau-père et moi de Gavin Wiesen, Le Bonhomme de neige de Tomas Alfredson, The Bachelors (en) de Kurt Voelker et Braqueurs d'élite de Steven Quale,,,.
En 2018 il retrouve une nouvelle fois Jason Reitman pour le drame politique The Front Runner porté par Hugh Jackman.
En 2019, il reprend son rôle de J. Jonah Jameson dans Spider-Man: Far From Home de John Watts, le vingt-troisième film de l'univers cinématographique Marvel. La même année il rejoint la quatrième saison de la série Veronica Mars.
En 2020 il joue dans le film Palm Springs de Max Barbakow et la mini-série Défendre Jacob,.
En 2021, il incarne l'acteur américain William Frawley dans le film Being the Ricardos d'Aaron Sorkin. Le film biographique met en scène Nicole Kidman et Javier Bardem dans les rôles de Lucille Ball et Desi Arnaz. Durant la 94e cérémonie des Oscars, Simmons est une nouvelle fois nommé dans la catégorie du meilleur acteur dans un second rôle.
La même année, il joue dans le film The Tomorrow War disponible sur la plateforme Amazon Prime Video. Toujours la même année, sa scène de Far From Home est de nouveau utilisée pour les besoins du film Venom: Let There Be Carnage. Enfin, il retrouve Jason Reitman qui lui donne le petit rôle d'Ivo Shandor dans SOS Fantômes : L'Héritage (Ghostbusters: Afterlife), suite directe des films Ghostbusters sortis en 1984 et 1989.

#### Performances vocales
J. K. Simmons est également connu pour prêter sa voix à de nombreux personnages. Il reprend le rôle de Jameson durant les décennies 2000 et 2010 dans divers projets d'animation et les adaptations jeu vidéoludique des films de Sam Raimi. Il joue ainsi dans les séries d'animation Avengers : L'Équipe des super-héros, Ultimate Spider-Man, Hulk et les Agents du S.M.A.S.H. et Avengers Assemble ou encore dans le film Lego Marvel Super Heroes: Maximum Overload. Il parodie également le personnage en 2006 dans le sixième épisode de la saison dix-huit intitulé Moe nia Lisa dans Les Simpson et en 2018 dans l'épisode 14 de la saison 9 intitulé Passe-moi ce chocolat chaud de la série Robot Chicken. Il reprend une nouvelle fois le personnage dans le film d'animation Spider-Man : Across the Spider-Verse sorti en 2023.
En 2011, il prête sa voix au fondateur d'Aperture Science, Cave Johnson, dans le jeu vidéo Portal 2 de Valve. Il reprend le rôle en 2015 dans Lego Dimensions puis en 2022 dans le dérivé Aperture Desk Job,.
De 2012 jusqu'en 2014, il joue un des principaux rôles dans la série d'animation La Légende de Korra qui sert de continuation à la série Avatar, le dernier maître de l'air, diffusée entrée 2005 et 2008. Il prête sa voix à Tenzin, fils l'Avatar Ang et mentor de Korra, qui succède à ce dernier.
Entre 2014 et 2020 il prête sa voix à Lenny Turtletaub dans la série BoJack Horseman.
En 2015, il incarne Ford Pines dans la seconde saison de Gravity Falls .
En 2016, il prête sa voix à Kai, l'antagoniste du troisième volet de la franchise Kung Fu Panda 3.
En 2020, il prête sa voix au rôle titre du film Klaus disponible Netflix qui raconte les origines de la légende du Père Noël.
Il se fait notamment remarquer en 2021 pour son rôle de Nolan Grayson / Omni-Man dans la série d'animation pour adultes Invincible de Robert Kirkman diffusée par Prime Video. Durant l'annuel San Diego Comic-Con, il est confirmé que l'acteur reprendra le personnage dans la deuxième saison de la série qui est prévue pour novembre 2023, ainsi que dans le premier contenu téléchargeable additionnel du jeu de combat Mortal Kombat 1, sans date de sortie,.
En 2023, il prête sa voix au général Ketheric Thorm dans le jeu vidéo Baldur's Gate III.

### Vie privée
Depuis 1996, il est marié à l'actrice Michelle Schumacher, qui incarne Norma Clark (assistante de Miss Sally) dans la série Oz.

## Filmographie

### Cinéma

#### Longs métrages
- 1994 : Tel est pris qui croyait prendre (The Ref) de Ted Demme : Siskel
- 1994 : Pompoko de Isao Takahata : Seizaemon (doublage anglais, 2004)
- 1994 : La Révélation (The Scout) de Michael Ritchie : Assistant Coach
- 1996 : Le Club des ex (The First Wives Club) de Hugh Wilson : Federal Marshal
- 1996 : Mesure d'urgence (Extreme Measures) de Michael Apted : Dr Mingus
- 1997 : La Part du mal (Love Walked In) de Juan José Campanella : Mr. Shulman
- 1997 : Crossing Fields de James Rosenow : Guy
- 1997 : Le Chacal (The Jackal) de Michael Caton-Jones: T. I. Witherspoon, FBI
- 1998 : Celebrity de Woody Allen : Souvenir Hawker
- 1998 : Above Freezing de Frank Todaro: Hoyd
- 1999 : Hit and Runway (en) de Christopher Livingston : Ray Tilman
- 1999 : L'Œuvre de Dieu, la Part du Diable (The Cider House Rules) de Lasse Hallström : Ray Kendall
- 1999 : Pour l'amour du jeu (For Love of the Game) de Sam Raimi : Frank Perry
- 2000 : Une blonde en cavale (Beautiful Joe) de Stephen Metcalfe (en) : rôle non crédité au générique
- 2000 : Un automne à New York (Autumn in New York) de Joan Chen : Dr Tom Grandy
- 2000 : Intuitions (The Gift) de Sam Raimi : Sheriff Pearl Johnson
- 2001 : Le Mexicain (The Mexican) de Gore Verbinski : Ted Slocum
- 2002 : Spider-Man de Sam Raimi: J. Jonah Jameson
- 2003 : Disposal, court-métrage de Alex Turner : le chasseur plus âgé
- 2003 : Off the Map de Campbell Scott : George
- 2004 : Hidalgo de Joe Johnston : Buffalo Bill Cody
- 2004 : Ladykillers (The Ladykillers) des frères Coen : Garth Pancake
- 2004 : Spider-Man 2 de Sam Raimi : J. Jonah Jameson
- 2005 : Thank You for Smoking de Jason Reitman : Budd 'BR' Rohrabacher
- 2005 : Bad Times (Harsh Times) de David Ayer : Agent Richards
- 2006 : Le dernier présage de Mark Fergus : Vacaro
- 2007 : The Astronaut Farmer de Michael Polish : Jacobson
- 2007 : Spider-Man 3 de Sam Raimi : J. Jonah Jameson
- 2007 : Postal de Uwe Boll : Candidate Welles
- 2007 : Détention secrète (Rendition) de Gavin Hood : Lee Mayers
- 2007 : Juno de Jason Reitman : Mac MacGuff
- 2008 : Burn After Reading des frères Coen : officier de la CIA
- 2009 : The Vicious Kind de Lee Toland Krieger : Donald Sinclaire
- 2009 : New in Town de Jonas Elmer : Stu Kopenhafer
- 2009 : Dunes de sang d'Alex Turner : Lt. Col. Arson
- 2009 : I Love You, Man de John Hamburg : Oswald Klaven
- 2009 : La Bachelière (Post Grad) de Vicky Jenson : Roy Davies
- 2009 : Extract de Mike Judge : Brian
- 2009 : Les chèvres du Pentagone de Grant Heslov : Le général Pitkin
- 2009 : Jennifer's Body de Karyn Kusama : Mr. Wroblewski
- 2009 : In the Air (Up In the Air) de Jason Reitman : Bob
- 2009 : Les Zintrus (Aliens in the Attic) de John Schultz : Skip (voix)
- 2010 : Comme chiens et chats: La Revanche de Kitty Galore (Cats & Dogs: The Revenge of Kitty Galore) de Brad Peyton : Gruff K-9 (voix)
- 2010 : An Invisible Sign de Marilyn Agrelo : M. Jones
- 2010 : Crazy on the Outside de Tim Allen : Ed
- 2010 : True Grit de Joel et Ethan Coen : Avocat Daggett (voix)
- 2010 : A Beginner's Guide to Endings de Jonathan Sobol : oncle Pal
- 2011 : The Music Never Stopped (en) de Jim Kohlberg : Henry Sawyer
- 2011 : The Good Doctor de Lance Daly : Detective Krauss
- 2012 : The Words de Brian Klugman et Lee Sternthal : M. Jansen
- 2012 : Contrebande de Baltasar Kormákur : Captain Camp
- 2013 : Dark Skies de Scott Charles Stewart : Edwin Pollard
- 2013 : Jobs de Joshua Michael Stern : Arthur Rock
- 2013 : 3 Geezers! de Michelle Schumacher : J. Kimball
- 2013 : Last Days of Summer (Labor Days) de Jason Reitman : M. Jervis
- 2014 : Whiplash de Damien Chazelle : Terence Fletcher
- 2014 : Barefoot de Andrew Fleming : Dr. Bertleman
- 2014 : Qui a tué le chat ? de Gillian Greene : Shérif Hoyle
- 2014 : Men, Women and Children de Jason Reitman : M. Doss
- 2014 : Les mots pour lui dire de Marc Lawrence : Dr. Lerner
- 2015 : Terminator Genisys d'Alan Taylor : l'inspecteur O'Brien
- 2015 : Worlds Apart de Christopher Papakaliatis : Sebastian
- 2015 : Ma mère et moi de Lorene Scafaria : Zipper
- 2016 : Mr. Wolff (The Accountant) de Gavin O'Connor : Ray King
- 2016 : Traque à Boston (Patriots Day) de Peter Berg : Jeffrey Pugliese
- 2016 : La La Land de Damien Chazelle : Bill
- 2017 : Mon Ex beau-père et moi (All Nighter) de Gavin Wiesen : M Gallo
- 2017 : Le Bonhomme de neige (The Snowman) de Tomas Alfredson : Arve Støp
- 2017 : Justice League de Zack Snyder : Commissaire James Gordon
- 2017 : Father Figures de Lawrence Sher : Roland Hunt
- 2017 : Braqueurs d'élite (Renegades) de Steven Quale : Levin
- 2018 : The Front Runner de Jason Reitman : Bill Dixon
- 2019 : Spider-Man: Far From Home de Jon Watts : J. Jonah Jameson (scène post-générique, caméo)
- 2019 : Manhattan Lockdown (21 Bridges) de Brian Kirk : capitaine Matt McKenna
- 2020 : Palm Springs de Max Barbakow : Roy
- 2021 : Zack Snyder's Justice League de Zack Snyder : James Gordon
- 2021 : The Tomorrow War de Chris McKay : Slade Forester
- 2021 : Venom: Let There Be Carnage d'Andy Serkis : J. Jonah Jameson (scène post-générique)
- 2021 : Being the Ricardos d'Aaron Sorkin : William Frawley
- 2021 : SOS Fantômes : L'Héritage (Ghostbusters: Afterlife) de Jason Reitman : Ivo Shandor
- 2021 : Spider-Man: No Way Home de Jon Watts : J. Jonah Jameson
- 2022 : Batgirl d'Adil El Arbi et Bilall Fallah : James Gordon
- 2022 : Tic et Tac, les rangers du risque (Chip 'n Dale: Rescue Rangers) d'Akiva Schaffer
- 2024 : The Union de Julian Farino : Tom Brennan
- 2024 : Saturday Night de Jason Reitman : Milton Berle
- 2024 : Juré n°2 (Juror #2) de Clint Eastwood : Harold Tchaikovsky
- 2024 : Red One de Jake Kasdan : le père Noël
- 2025 : Mr. Wolff 2 (The Accountant 2) de Gavin O'Connor : Ray King

#### Longs métrages d'animation
- 1994 : Pompoko de Isao Takahata : Seizaemon
- 1997 : Anastasia de Don Bluth et Gary Goldman : Ensemble and Character Vocals
- 1999 : I Lost My M in Vegas, court-métrage d'animation de Gayle Ayers : Yellow
- 2010 : Megamind de Tom McGrath : Warden
- 2016 : Zootopie de Byron Howard, Rich Moore et Jareb Bush : le maire Leodore Lionheart
- 2016 : Kung Fu Panda 3 de Jennifer Yuh Nelson : Kaï
- 2019 : Klaus de Sergio Pablos : Klaus
- 2023 : Spider-Man : Across the Spider-Verse de Kemp Powers, Joaquim Dos Santos (en) et Justin K. Thompson : J. Jonah Jameson

### Télévision

#### Téléfilms
- 1986 : Manhattan Connexion (Popeye Doyle) de Peter Levin : patrouilleur dans le parc
- 1997 : Face Down de Thom Eberhardt : Herb Aames
- 2002 : Homeward Bound de Joshua Brand : Jim Ashton
- 2002 : Sur le chemin de la guerre (Path to War) de John Frankenheimer (Téléfilm) : CIA Briefer
- 2004 : 3: The Dale Earnhardt Story de Russell Mulcahy : Ralph Earnhardt
- 2007 : Enterre mon cœur à Wounded Knee de Yves Simoneau : James McLaughlin
- 2009 : Way of War (The Way of War) de Jon Carter : Sergent Mitchell
- 2021 : Seal Team : Une équipe de phoques ! (Seal Team) de Greig Cameron et Kane Croudace : Claggart

#### Séries télévisées
- 1994 : New York, police judiciaire (Law & Order) : Jerry Lupin (1 épisode)
- 1995 : New York News (en) (1 épisode)
- 1995 : The Adventures of Pete & Pete : Barber Dan (1 épisode)
- 1996 : Homicide (Homicide: Life on the Street) : Col. Alexander Rausch (saison 4, épisode 12)
- 1996 et 1998 : New York Undercover : Sergeant Treadway (1 épisode) et le  Dr Emil Skoda (1 épisode)
- 1996 : Swift Justice : Mel Turman (1 épisode)
- 1997 : Spin City : Kevin  (saison 1, épisode 21)
- 1997 - 2003 : Oz : Vernon Schillinger (56 épisodes)
- 1997 - 2010 : New York, police judiciaire : Dr Emil Skoda (45 épisodes)
- 1998 : Remember WENN (en) : Captain Amazon (1 épisode)
- 1999 : Saturday Night Live : Vernon Schillinger (non crédité) (1 épisode)
- 2000 : New York 911 (Third Watch) : Frank Hagonon (1 épisode)
- 2000 - 2001 : New York, unité spéciale (Law & Order: Special Victims Unit) : Dr Emil Skoda (6 épisodes)
- 2002 : New York, section criminelle (Law & Order: Criminal Intent) :  Dr Emil Skoda (saison 1, épisode 12)
- 2003 : John Doe : Lucas Doya (1 épisode)
- 2003 : Everwood : Phil Drebbles (1 épisode)
- 2004 : Urgences : Gus Loomer (saison 10, épisode 14)
- 2004 : The D.A. : Dep. Dist. Atty. Joe Carter (2 épisodes)
- 2004 : FBI : Portés disparus (Without a Trace) : Mark Wilson (1 épisode)
- 2004 : The Jury : Ron Stalsukilis (1 épisode)
- 2004 : Nip/Tuck : Ike Connors (1 épisode)
- 2005 : Arrested Development : General Anderson (1 épisode)
- 2005 : Jack et Bobby : Cyrus Miller (1 épisode)
- 2005 : Numb3rs : Dr Clarence Weaver (1 épisode)
- 2005 - 2012 : The Closer : Chef Will Pope (109 épisodes)
- 2006 : À la Maison-Blanche (The West Wing) : Harry Ravitch (1 épisode)
- 2007 : Queens Supreme : Ernest Fingerman (1 épisode)
- 2009 - 2010 : Party Down : Leonard Stiltskin (2 épisodes)
- 2011 : Raising Hope : Bruce Chance (1 épisode)
- 2012 : Best Friends Forever : Don (1 épisode)
- 2012-2014 : Men at Work : P.J. Jordan (5 épisodes)
- 2013 : Parks and Recreation : le maire Stice (1 épisode)
- 2013 : Family Tools : Tony Shea (10 épisodes)
- 2014 : Growing Up Fisher : Mel Fisher (13 épisodes)
- 2017 - 2019  : Counterpart : Howard Silk (20 épisodes)
- 2019 : Veronica Mars : Clyde Pickett (saison 4, 7 épisodes)
- 2020 : The Stand : William Starkey (1 épisode)
- 2020 : Brooklyn Nine-Nine : Dillman (saison 7, épisode 9)
- 2021 : Goliath : George Zax (saison 4, 8 épisodes)
- 2022 : Vers les étoiles : Franklin York (8 épisodes)

#### Séries télévisées d'animation
- 2004 - 2005 : La Ligue des justiciers (Justice League) : General Wade Eiling (5 épisodes)[47]
- 2006 et 2007 : Les Simpson : J. Jonah Jameson / Rédacteur en chef de tabloïd (2 épisodes)
- 2007 : Kim Possible : Martin Smarty (3 épisode)
- 2007 : American Dad! : divers personnages (5 épisodes - en cours)
- 2008 : Ben 10: Alien Force : Magister Ghilhil (1 épisode)
- 2009 : Les Merveilleuses Mésaventures de Flapjack (The Marvelous Misadventures of Flapjack) : Poséidon / Capitaine / Membre d'équipage #3 / Marin #2 / Pirate (4 épisodes)
- 2010 : Batman : L'Alliance des héros : Evil Star / Guardian (1 épisode)
- 2010 : Le Monde selon Tim (The Life and Times of Tim) : O'Flaherty Sr. (1 épisode)
- 2010 : Ben 10: Ultimate Alien : Magister Gilhil / Plombier (1 épisode)
- 2010 - 2013 : Generator Rex : White Knight (14 épisodes)[47]
- 2011 : Desert Car Kings (téléréalité) : narrateur (10 épisodes)
- 2012 : Avengers : L'Équipe des super-héros (Avengers: Earth's Mightiest Heroes) : J. Jonah Jameson (saison 2, épisode 13)
- 2012 : The Venture Bros. : Ben (1 épisode)
- 2012 - 2014 : La Légende de Korra : Tenzin (23 épisodes)
- 2012 - 2017 : Ultimate Spider-Man : J. Jonah Jameson (39 épisodes)
- 2013 - 2015 : Hulk et les Agents du S.M.A.S.H. : J. Jonah Jameson (10 épisodes)
- 2013 - 2015 : Avengers Assemble : J. Jonah Jameson (4 épisodes)
- 2014 - 2020 : BoJack Horseman : Lenny Turteltaub (13 épisodes)
- 2014 - 2016 : Souvenirs de Gravity Falls : Stanford Pines (7 épisodes)
- 2016 : Archer : Détective Harris (saison 7, 4 épisodes)
- depuis 2021 : Invincible : Nolan Grayson / Omni-Man (8 épisodes - en cours)
- depuis 2021 : The Great North : Tusk Johnson (2 épisodes - en cours)

## Ludographie
- 2008 : Command and Conquer : Alerte rouge 3 : le président Howard T. Ackerman.
- 2011 : Portal 2 : Cave Johnson
- 2014 : La Légende de Korra : Tenzin
- 2015 : Lego Dimensions : Cave Johnson
- 2022 : Aperture Desk Job : Cave Johnson
- 2023 : Baldur's Gate III : General Ketheric Thorm
- 2023 : Mortal Kombat 1 : Omni-Man (voix - contenu Kombat Pack)

## Distinctions

### Récompenses
- Whiplash
  - Boston Society of Film Critics Awards 2014 : meilleur acteur dans un second rôle
  - Dallas-Fort Worth Film Critics Association Awards 2014 : meilleur acteur dans un second rôle
  - Detroit Film Critics Society Awards 2014 : meilleur acteur dans un second rôle
  - Indiana Film Journalists Association Awards 2014 : meilleur acteur dans un second rôle
  - Los Angeles Film Critics Association Awards 2014 : meilleur acteur dans un second rôle
  - New York Film Critics Circle Awards 2014 : meilleur acteur dans un second rôle
  - New York Film Critics Online Awards 2014 : meilleur acteur dans un second rôle
  - Phoenix Film Critics Society Awards 2014 : meilleur acteur dans un second rôle
  - St. Louis Film Critics Association Awards 2014 : meilleur acteur dans un second rôle
  - Washington D.C. Area Film Critics Association Awards 2014 : meilleur acteur dans un second rôle
  - British Academy Film Awards 2015 : Meilleur acteur dans un second rôle
  - Golden Globes 2015 : Meilleur acteur dans un second rôle
  - Screen Actors Guild Awards 2015 : Meilleur acteur dans un second rôle
  - Oscars du cinéma 2015 : Meilleur acteur dans un second rôle

### Nomination
- Oscars 2022 : Meilleur acteur dans un second rôle pour Being the Ricardos

## Voix francophones
En version française, J. K. Simmons a d'abord été doublé par plusieurs comédiens, comme Mathieu Rivolier dans New York, police judiciaire, Jean-Claude Balard dans Mesure d'urgence, Mario Santini dans Le Chacal, Bernard-Pierre Donnadieu dans Celebrity, Joël Martineau dans Spin City, Olivier Proust dans Intuitions, Hervé Jolly dans New York 911 et Gabriel Le Doze dans Le Mexicain. Bruno Devoldère a été sa première voix régulière, étant sa voix dans les séries Oz, New York, unité spéciale, New York, section criminelle, FBI : Portés disparus, Nip/Tuck et Numb3rs.
Depuis le film Spider-Man, Jean Barney est sa voix régulière. Il le retrouve notamment dans Ladykillers, Thank You For Smoking, In the Air, Dark Skies, Justice League, The Front Runner, Spider-Man: Far From Home, Manhattan Lockdown ou encore Défendre Jacob.
Parallèlement, l'acteur est doublé par Pierre Dourlens dans John Doe, Bad Times et Détention secrète, Bernard Dhéran dans Hidalgo, Bernard Soufflet dans Urgences, Bernard Tiphaine dans The Closer et Juno, Gérard Darier dans First Snow, Philippe Faure dans Burn After Reading, Jean-François Aupied dans Jennifer's Body, Frédéric van den Driessche dans Contrebande, Jean-Yves Chatelais dans Jobs et Mr. Wolff, Robert Guilmard dans Whiplash, Philippe Catoire dans Terminator: Genisys, La La Land et Traque à Boston, Patrick Waleffe dans Counterpart, Philippe Dumond dans Le Bonhomme de neige et The Stand, ainsi que par Féodor Atkine dans Brooklyn Nine-Nine.
En version québécoise, il est principalement doublé par Pierre Chagnon, qui est notamment sa voix dans la trilogie Spider-Man, Lire et détruire, Contrebande, Ciel obscur, Jobs, Terminator Genisys, Le jour des patriotes ou encore La Ligue de Justiciers. Alain Gélinas est sa voix dans Le Don et Casque et talons hauts tandis que Jean-Marie Moncelet le double dans Première Neige et J't'aime mon homme. Vincent Davy est sa voix dans Mesures extrêmes, Jacques Lavallée dans New York en automne, Claude Préfontaine dans Hidalgo, Guy Nadon dans Les Tueurs de dames, Yves Corbeil dans Le Fermier Astronaute, Patrick Chouinard dans Le comptable et Jean-Luc Montminy dans Poursuite sous pression